# Vellakoil
Vellakoil là một thị xã panchayat của quận Erode thuộc bang Tamil Nadu, Ấn Độ.

## Nhân khẩu
Theo điều tra dân số năm 2001 của Ấn Độ, Vellakoil có dân số 34.509 người. Phái nam chiếm 50% tổng số dân và phái nữ chiếm 50%. Vellakoil có tỷ lệ 69% biết đọc biết viết, cao hơn tỷ lệ trung bình toàn quốc là 59,5%: tỷ lệ cho phái nam là 77%, và tỷ lệ cho phái nữ là 60%. Tại Vellakoil, 9% dân số nhỏ hơn 6 tuổi.